# Julian Albus
Julian Albus (Tubinga, 20 maggio 1992) è un cestista tedesco.